# 舍利科夫海峽

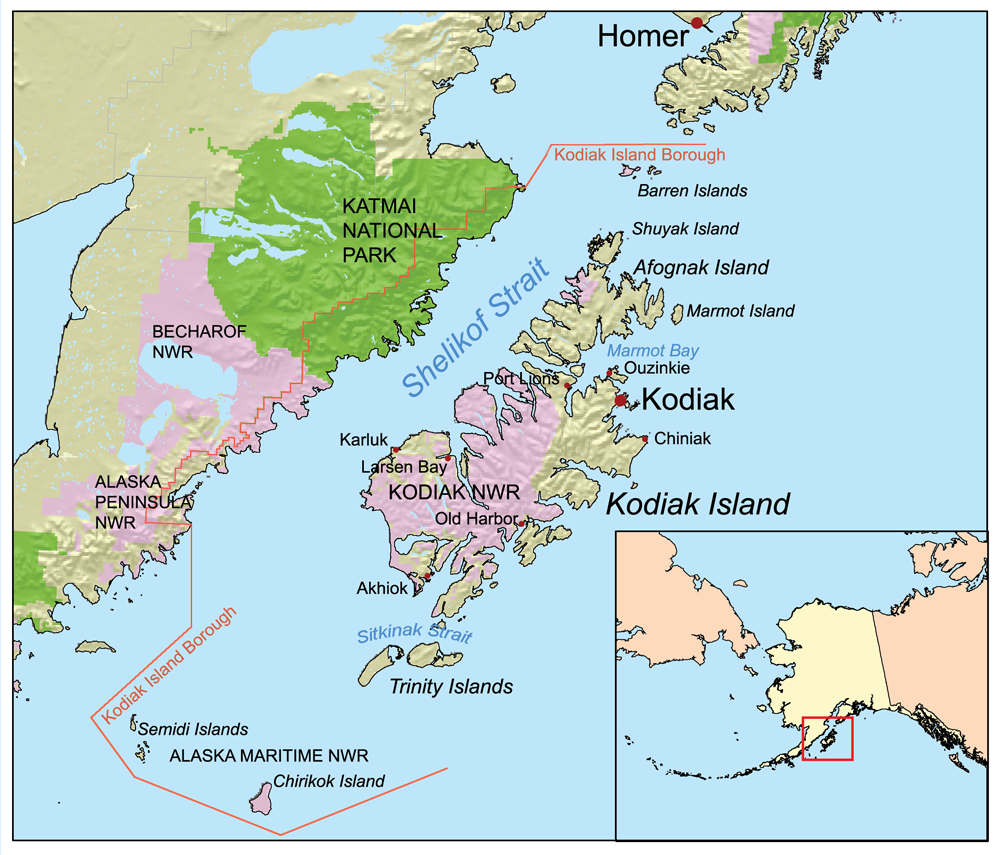
舍利科夫海峽位於科迪亞克島和阿拉斯加半島之間

舍利科夫海峽（Shelikof Strait）是美國阿拉斯加州西南面的海峽，連接庫克灣和太平洋，將科迪亞克島和阿福格納克島與阿拉斯加半島分隔，長240公里、寬40至48公里。